# محمد عصار لواسانی
سید محمد عصار تهرانی (تولد ۱۲۶۴ یا ۱۲۶۶ قمری — درگذشت ‏۱۳۱۶/۲/۱ خورشیدی) پدر سید محمدکاظم عصار و عماد عصار و پدربزرگ شمسی عصار و از عالمان دینی قرن ۱۴ هجری است.

## تبار و خاندان
نسل عصار به یکی از امامزاده‌های لواسان می‌رسد. پدر وی، حاجی سید محمود عصار اهل علم نبود و در بازار تهران کارگاه عصاری داشت. عموی وی علامه سید مرتضی لواسانی از شاگردان صاحب جواهر است. پسر عموی او نیز سید علی لواسانی از علمای عهد خود بود.

## تولد و تحصیلات
سید محمد لواسانی مشهور به عصار اهل لواسان است و در سال ۱۲۶۴ ق (یا ۱۲۶۶ق) در تهران متولد شد. پس از فوت پدرش، دکان عصاری او را فروخت و با پولی که دست‌آورد برای تحصیل به نجف رفت و پس از پانزده سال تحصیل و اقامت در عراق، سال ۱۳۰۶ ق در حالی که پسرش، محمد کاظم، چهار ساله شده بود، به تهران برگشت و مدت دوازده سال در حوزه علمیه تهران به افاده و افاضهٔ علمی مشغول شد.

## تجدد خواهی
وی در اوایل سلطنت مظفرالدین شاه در ۱۳۱۶ق با افکار تجدّدخواهان آشنا شد و به واسطه یحیی دولت‌آبادی به عضویت «انجمن معارف» درآمد و از پشتیبانان او در آن انجمن شد.

## هجرت به مشهد
عصار در تهران سختی بسیار دید و عاقبت در سال ۱۳۴۰ ق / ۱۳۰۱ ش از تهران به مشهد هجرت کرد و تا پایان عمر در حوزه علمیه مشهد به تدریس سطوح فقه و اصول و نیز حکمت و فلسفه اسلامی، مخصوصاً منظومه حاج ملا هادی سبزواری مشغول شد.

## استادان
استادان درسی و مشایخ سید محمد عصار عبارتند از:
- آخوند خراسانی
- میرزای شیرازی
- عزیزالله طالقانی
- میرزا حسن آشتیانی
- محدث نوری
- میرزا حسین خلیلی تهرانی
- فتح‌الله غروی شیرازی مشهور به شریعت اصفهانی
- ملا حسینقلی همدانی
- مهدی قزوینی
- میرزا حبیب‌الله رشتی
- عباس کاشف الغطا
- محمدحسن ممقانی
- سید محمد بحرالعلوم
- میرزا صالح داماد، [میرزا صالح بن میرزا سید حسن داماد بن میرزا یوسف مجتهد فاموری]،[۲]

## شاگردان
محمد عصار شاگردان بسیاری تربیت کرد و به تعدادی نیز اجازه روایت و اجتهاد دادمانند سید عبدالاعلی سبزواری سید شهاب الدین مرعشی نجفی و جمال الدین کرمانی. سید عبدالحجت بلاغی استطرادا به شرح زندگی آقا سید محمد لواسانی اشاره می‌کند و از جمله می‌نویسد که آن مرحوم با آنکه در سالهای پایانی عمر از بینایی محروم شده بود، باز دست از تدریس و تربیت طلاب برنمی‌داشت و سید شهاب‌الدین مرعشی نجفی مکرر در سفرهای خود به مشهد، طلاب قم را به مجلس درس او می‌برد و سفارش می‌کرد که در علم باید چنین بزرگانی را سرمشق قرار داد.

## شعر
آقا سید محمد لواسانی شعر نیز می‌سرود. وی نخست تخلص «ناظم» داشت، امّا بعدها آن را به «آشفته تهرانی» و سپس به «عصار» تغییر داد.

## آثار علمی
تألیفات بسیاری بالغ بر صد اثر از سید محمد عصّار به یادگار مانده از جمله:
۱. توحید کمالی در دو جزء که مذاکراتی است در علم اخلاق، ما بین آقا کمال و معلمش، و جزء دوم آن به نام اخلاق کمالی است؛ ۲ - بیان الغیب که دیوانی منظوم در استقبال دیوان خواجه حافظ است؛ ۳ - لسان‌الغیب؛ ۴ - نیاح الغیب؛ (آقا سید محمد لواسانی این چهار کتاب را بنا به مصلحتی، شاید برای اخفاء نام خود به نام پدر زن خود، حاج محمد کریم (یا عبدالکریم) صابونی (د۱۳۳۹ق)، منتشر کرده‌است). ۵ -فقاهةالرضویه در فقه استدلالی؛ ۶ ـ رسالة رجالیة، تألیف ۱۳۴۷ق، که در ذیل جلد اول کتاب فقاهة الرضویه چاپ شده‌است (حبیب‌آبادی، همان‌جا)؛ ۷ - شرح منظومه حکمت حاج ملا هادی سبزواری؛ موسوم به اشراقات الرضویّة به زبان عربی؛ ۸ - شرح منظوم‌بر گلشن راز شیخ محمود شبستری؛ ۹ - حاشیه بر کشف الریبه فی احکام الغیبه، تألیف شیخ زین‌الدین شهید ثانی (د ۹۶۶ق) که به همراه متن در ۱۳۰۵ ق چاپ شده‌است؛ ۱۰ - التحفة المدنیه در علم عروض (ساخته ۱۲۹۰ق در مدینه)؛ ۱۱ - تاریخ عصّار؛ ۱۲ - ناسخ التفاسیر ۱۳- پاسخ نامه که به تازگی در قم چاپ شده‌است. و…

## مذاق علمی
عصار نسبت به شیوه تدریس ادبیات عرب و فقه و اصول فقه و فلسفه و تفسیر و.. در حوزه‌های علمیه نقد علمی داشت و به کتاب‌های حوزوی هم انتقاد وارد می‌کرد و در راستای اصلاح کتاب‌های حوزوی چند اثر نیز در علوم گوناگون نگاشت.

## فرزندان
- محمدکاظم عصار فیلسوف و استاد دانشگاه تهران
- جاسم عصار
- هاشم عصار
- ابوالقاسم عصار دانشمند دینی
- عماد عصار روزنامه‌نگار و عکاس

## نوه
شمسی عصار نوه وی است.

## درگذشت
سید محمد لواسانی، سرانجام، روز دوشنبه دوم فروردین ۱۳۱۶ برابر با نهم محرم ۱۳۵۶ در مشهد وفات یافت و در صحن جدید آستان قدس رضوی دفن شد.